# Hanovre Messe/Laatzen
Hanovre Messe/Laatzen (IATA: ZVM) este o gară din Laatzen, Regiunea Hanovra, Saxonia Inferioară, Germania. A fost deschisă în 2000 și numită după Messegelände Hannover⁠(d). Este operată de DB Station&Service⁠(d).